# 賀昌群
贺昌群，1903年—1973年10月1日，字藏云，生于四川省马边县，历史学家，中外交通史专家。
早年在成都联合中学读书。1921年考入上海沪江大学，1922年因经济困难退学，考入上海商务印书馆编译所。1931年赴天津，任河北女子师范大学教师。1933年赴北平，任北平图书馆编纂委员会委员，同时深入研究敦煌学和中外交通史。1937年抗战爆发，南下杭州，在浙江大学史地系任教。不久回四川老家马边县创办中学。1942年-1946年在转移到國立中央大學历史系任教。1945年中大返南京后，任历史系主任。第二次国共内战时期，赴上海在开明书店工作，1949年之后，返回南京，任南京图书馆馆长，中国科学院历史研究所第二所研究员，兼中国科学院图书馆馆长。1950年出版《古代西域交通与法显印度巡礼》一书。1956年出版《论两汉土地占有形态的发展》一书。1973年10月1日在北京病逝。